# Kirk Cameron
Kirk Thomas Cameron (ur. 12 października 1970 w Los Angeles) – amerykański aktor telewizyjny i filmowy, producent, kompozytor i scenarzysta.

## Życiorys

### Wczesne lata
Urodził się w Panorama City, dzielnicy Los Angeles w stanie Kalifornia jako jedyny syn menadżerki Barbary (z domu Bausmith) i nauczyciela podstawówki Roberta Cameronów. Wychowywał się z trzema siostrami – Bridgette (ur. 1967), Melissą (ur. 1970) i Candace (ur. 1976), która została aktorką, powszechnie znaną jako D.J. Tanner z serialu Pełna chata. Jego rodzina sąsiadowała z mieszkaniem aktora Adama Richa, którego matka Fran zachęciła państwa Cameron do aktorstwa. Ukończył Chatsworth High School.

### Kariera
W wieku 11 lat Kirk pojawił się po raz pierwszy w seryjnym westernie TV-NBC Bret Maverick (1981) z Jamesem Garnerem w roli tytułowej oraz telewizyjnym melodramacie przygodowym sci-fi „Goliat” czeka (Goliath Awaits, 1981) z Markiem Harmonem i Emmą Samms. Na kinowym ekranie debiutował u boku Robina Williamsa i Kurta Russella w komediodramacie sportowym Najlepsze czasy (The Best of Times, 1986). Kolejna rola mającego problemy szkolne syna naukowca w instytucie medycznym, który po wypiciu mikstury zamienia się z jaźnią ojca w komedii fantasy W koga ja się wrodziłem/Jaki ojciec, taki syn (Like Father Like Son, 1987) z Dudleyem Moore przyniosła mu nagrodę Saturna. Zwrócił na siebie uwagę w dramacie Wysłuchaj mnie (Listen to Me, 1989) jako syn senatora ze stanu Oklahoma. Sławę z dnia na dzień zdobył rolą Miken’a Seavera w sitcomie familijnym ABC Dzieciaki, kłopoty i my (Growing Pains, 1985-1992), która zdobyła dwa razy nominację do Złotego Globu. Trafił na listę idolów lat 80. magazynów „Tiger Beat”, „Teen Beat” czy „16” i miał opinię „najsympatyczniejszego uśmiechu Hollywoodu”.
W hybrydowej grze wideo The Horde (1994), która została pierwotnie wydana na platformę 3DO, ale wkrótce została przeniesiona na Segę Saturn i MS-DOS, wcielił się w rolę protagonisty Chauncey’ego. Swoją karierę na srebrnym ekranie kontynuował w sitcomie Warner Bros. Kirk (1995-1997) jako Kirk Hartman. Pojawił się także gościnnie w dwóch serialach CBS: Dotyk anioła (Touched by an Angel, 2001) i Sprawy rodzinne (Family Law, 2002).
Kiedy miał 17 lat, przyłączył się do chrześcijańskiego kościoła ewangelicznego, wcześniej nie chodził ze swoją rodziną do kościoła. Zagrał potem reportera w trzech ekranizacjach bestsellerowych powieści poruszającej temat wiary – Pozostawieni w tyle (Left Behind: The Movie, 2000), Koniec jest bliski (Left Behind II: Tribulation Force, 2002) i Spisani na straty (Left Behind: World at War, 2005). Został współpracownikiem ewangelicznej Służby Chrześcijańskiej "Droga Mistrza" (The Way of the Master). Współpracował z chrześcijańską wytwórnią filmową Cloud Ten Pictures, pojawił się w kilku filmach, m.in. Cud kart (The Miracle of the Cards, 2001). Miał swój największy sukces na dużym ekranie z chrześcijańskim motywem dramatu Ognioodporny (Fireproof, 2008) jako strażak Caleb Holt. W 2015 roku przyznano mu dwie Złote Maliny za rolę Kirka jako najgorszy aktor i najgorsza ekranowa kombinacja (Kirk Cameron i jego ego) w komedii familijnej Zbawienne Boże Narodzenie (Saving Christmas, 2014).

## Życie prywatne
Swoją żonę, aktorkę Chelseę Noble (ur. 1964), poznał na planie Dzieciaki, kłopoty i my (Growing Pains), kiedy grała jego przyjaciółkę. Pobrali się 20 lipca 1991 roku. Mają sześcioro dzieci; czworo adoptowanych: Jacka (ur. 1996), Isabellę (ur. 1997), Annę (ur. 1998) i Luke (ur. 2000) oraz dwoje biologicznych: Olivię Rose (ur. 18 lipca 2001) i Jamesa Thomasa (ur. 13 kwietnia 2003).

## Filmografia

### Filmy

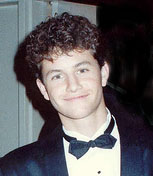
Cameron podczas gali w trakcie rozdawania nagród Emmy w 1989

- 1986: Najlepsze czasy (The Best of Times) jako Teddy
- 1987: W koga ja się wrodziłem/Jaki ojciec taki syn (Like Father Like Son) jako Chris Hammond
- 1989: Wysłuchaj mnie (Listen to Me) jako Tucker Muldowney
- 1998: Narodziny Jezusa (The Birth of Jesus, wideo)
- 2000: Pozostawieni w tyle (Left Behind: The Movie) jako reporter Buck Williams
- 2002: Koniec jest bliski (Left Behind II: Tribulation Force) jako reporter Buck Williams
- 2005: Spisani na straty (Left Behind: World at War) jako reporter Buck Williams
- 2008: Ognioodporny (Fireproof) jako strażak Caleb Holt
- 2012: Monumental: In Search of America's National Treasure w roli samego siebie
- 2013: Niepowstrzymany (Unstoppable) w roli samego siebie

### Filmy TV
- 1981: Bret Maverick jako Chłopiec #1
- 1981: "Goliat" czeka (Goliath Awaits) jako Liam
- 1982: Ponad Górą Czarownic (Beyond Witch Mountain) jako chłopiec
- 1983: Historia Andrei (Andrea's Story: A Hitchhiking Tragedy)
- 1983: Lotnisko 85 (Starflight: The Plane That Couldn't Land) jako Gary
- 1983: Kobieta, która miała tak silną wolę jak cud (The Woman Who Willed a Miracle) jako Chłopak od sąsiadów
- 1983: Mike Hammer: Więcej niż zabójstwo (More Than Murder) jako Bobby
- 1984: Dzieci w krzyżowym ogniu (Children in the Crossfire) jako Mickey Chandler
- 1990: Sekrety trylogii: Powrót do przyszłości (The Secrets of the Back to the Future Trilogy) jako prowadzący
- 1991: Kawałek Nieba (A Little Piece of Heaven) jako Will Loomis
- 1994: Zapatrzony w gwiazdę (Star Struck) jako Runnen
- 1995: Komputer w trampkach (The Computer Wore Tennis Shoes) jako Dexter Riley
- 1998: Szczęściarz (You Lucky Dog) jako Jack Morgan
- 2000: Dzieciaki, kłopoty i my (The Growing Pains Movie) jako Mike Seaver
- 2001: Poczta serc (The Miracle of the Cards) jako Josh
- 2004: Dzieciaki, kłopoty i my: Powrót Seaverów (Growing Pains: Return of the Seavers) jako Michael 'Mike' Aaron Seaver
- 2005: Noc zachwytu (Night of Joy) jako gospodarz

### Seriale TV
- 1981: Disneyland jako Chłopiec
- 1981: Bret Maverick jako Chłopiec #1
- 1982: Herbie, ta kochana pluskwa (Herbie, the Love Bug) jako Młody Chłopak
- 1983-84: Dwa małżeństwa (Two Marriages) jako Eric Armstrong
- 1985-92: Dzieciaki, kłopoty i my (Growing Pains) jako Michael 'Mike' Aaron Seaver
- 1988: Pełna chata (Full House) jako Steve, kuzyn
- 1995-97: Kirk jako Kirk Hartman
- 2001: Dotyk anioła (Touched by an Angel) jako Chuck Parker
- 2002: Sprawy rodzinne (Family Law) jako Mitchell Stark
- 2015: Beyond A.D.

### Gry komputerowe
- 1994: Horda (The Horde) jako Chauncey (głos)